# Mudkip
Mudkip (ミズゴロウ?, Mizugorou) è un Pokémon base della terza generazione di tipo Acqua. Il suo numero identificativo Pokédex è 258. Nel contesto del franchise creato da Satoshi Tajiri, Mudkip si evolve in Marshtomp al raggiungimento di uno specifico livello.
Ideato dal team di designer della Game Freak, Mudkip fa la sua prima apparizione nel 2003 nei videogiochi Pokémon Rubino e Zaffiro come uno dei Pokémon iniziali che i giocatori possono scegliere per cominciare la loro avventura. Compare inoltre nei titoli successivi, in videogiochi spin-off, nella serie televisiva anime, nel Pokémon Trading Card Game e in merchandising derivato dalla serie.

## Creazione e sviluppo
Il franchise Pokémon, sviluppato da Game Freak e pubblicato dalla Nintendo a partire dal 1996, ruota attorno alla cattura e all'addestramento di una serie di creature chiamate "Pokémon", che sono schierati dai giocatori per combattere contro Pokémon selvatici o quelli di altri allenatori. La forza dei Pokémon è determinata dai loro valori di attacco, difesa e velocità, e possono apprendere nuove mosse accumulando punti esperienza.
Mudkip è uno dei 135 design di Pokémon ideati dal team di sviluppo dei personaggi di Game Freak per i videogiochi di terza generazione Pokémon Rubino e Zaffiro ed è stato finalizzato, come tutti i suoi simili, da Ken Sugimori.

## Descrizione
Mudkip ha l'aspetto di una piccola creatura anfibia di colore blu con pinne sulla testa e sulla coda e quattro zampe. La pinna che ha sul capo funge da radar, permettendogli di avvertire movimenti intorno a lui sulla terraferma o in acqua, mentre quella caudale gli serve principalmente per nuotare. Le appendici arancioni che ha ai lati del capo sono invece delle branchie, con cui può respirare sott'acqua. Poiché non ama le acque troppo pure, vive solitamente in stagni, paludi e zone umide, e dorme nel fango sulla riva o nel letto dei fiumi. Nonostante il suo aspetto minuto, se messo alle strette è in grado di scatenare una forza sorprendente.
Secondo il Pokédex, l'enciclopedia fittizia presente all'interno dei videogiochi, Mudkip è un Pokémon "fango pesce". I fan e la critica ritengono che il suo aspetto sia basato sulla famiglia di pesci noti come saltafango (mudskipper) o sulla salamandra messicana axolotl.

## Apparizioni

### Videogiochi
Nei videogiochi Pokémon Rubino e Zaffiro e Pokémon Smeraldo è uno dei tre Pokémon iniziali, di proprietà del Professor Birch. Se il giocatore sceglie Mudkip, il figlio dello scienziato sceglierà Treecko.
In Pokémon Oro HeartGold e Argento SoulSilver il protagonista potrà riceverlo da Rocco Petri una volta sconfitto Rosso.
Nei videogiochi Pokémon Mystery Dungeon: Squadra rossa e Squadra blu, Pokémon Mystery Dungeon: Esploratori del tempo ed Esploratori dell'oscurità e Pokémon Mystery Dungeon: Esploratori del cielo è uno dei Pokémon iniziali. Nei primi due titoli è inoltre possibile reclutare il Pokémon presso lo Stagno Cascata, mentre negli altri tre sarà presente all'interno del Lago Lontano.
In Pokémon Ranger è disponibile nella Selva Serenella.

### Anime
Mudkip appare per la prima volta nel corso dell'episodio Una nuova compagna di viaggio (Get the Show on the Road).
In L'uomo della palude (A Mudkip Mission) Brock cattura un esemplare del Pokémon che si evolverà in Marshtomp nel corso di La farmacia (A Chip Off the Old Brock).

## Accoglienza
Mudkip è protagonista del meme "So i herd u liek mudkipz".